# Ulrich Beiger
Ulrich Beiger (* 26. August 1918 in München; † 18. September 1996 ebenda) war ein deutscher Schauspieler und Regisseur.

## Theater
Nach dem Abitur begann Beiger ein Studium der Zeitungs- und Theaterwissenschaften in München. Dort entdeckte ihn im Theaterseminar von Prof. Arthur Kutscher der renommierte Theaterintendant Otto Falckenberg, der den jungen Studenten als Regie-Assistenten an die Münchner Kammerspiele holte. 1938 erhielt Beiger ebendort sein erstes Bühnenengagement als Schauspieler. Bis zur Zwangsschließung der deutschen Theater 1944 gehörte er zum Ensemble der Münchner Kammerspiele. Weitere Theaterstationen waren das Bayerische Staatsschauspiel in München und das Hebbel-Theater in Berlin. An letzterem war er vor allem als Bühnenregisseur tätig. Außerdem spielte er an vielen Tourneenbühnen, als Kabarettist an Kleinkunstbühnen und gab Operettengastspiele. Seit 1950 war er zudem als Schauspiellehrer an der Schauspielschule Zerboni tätig.

## Film und Fernsehen
Im Jahr 1942 gab er neben Erik Ode in der Komödie Kleine Residenz sein Spielfilmdebüt. In einer über 50 Jahre umfassenden Kinokarriere spielte Beiger in Filmen der unterschiedlichsten Genres – in Musikfilmen (Im weißen Rößl), Heimatfilmen (Die Försterchristel), Dramen (El Hakim), Literaturverfilmungen (Ludwig Ganghofers Der Schäfer vom Trutzberg), Hans Heinz Königs Verfilmung des Molière-Stücks Der eingebildete Kranke, Komödien (Manöverball), Krimis (Fluchtweg St. Pauli – Großalarm für die Davidswache), Kriegsfilmen (Gesprengte Ketten mit Steve McQueen), aber auch seichteren Produktionen (wie Die unglaublichen Abenteuer des Guru Jakob mit Zachi Noy und Schulmädchenreport 9). Dem Publikum der Edgar-Wallace-Filme war er zudem durch seine Verkörperung zwielichtiger und durchtriebener Figuren vertraut (u. a. in Der Frosch mit der Maske und Die Bande des Schreckens). Seine letzten Kinorollen hatte er jeweils in Komödien mit Thomas Gottschalk: Zärtliche Chaoten (1987) und Trabbi goes to Hollywood (1991).
Auch in Fernsehproduktionen war Beiger seit 1955 ein vielgesehener Gast. Er spielte im Durbridge-Straßenfeger Melissa, in Axel Eggebrechts Fernsehspiel Der Röhm-Putsch (in der Rolle des späteren Generalfeldmarschalls Walter von Reichenau), in Bernhard Sinkels Mehrteiler Bekenntnisse des Hochstaplers Felix Krull nach Thomas Mann und absolvierte Gastauftritte in zahlreichen Fernsehserien und -reihen wie Dem Täter auf der Spur, Tatort, Der Kommissar, Derrick und Der Alte. Populär war auch sein Colonel Snyder in der Serie Percy Stuart, der als wohlwollendes Mitglied des Excentric-Clubs den Titelhelden (verkörpert von Claus Wilcke) unterstützte.

## Hörfunk und Synchronisation
Darüber hinaus arbeitete Beiger als Sprecher für zahlreiche Hörspielproduktionen, u. a. spielte er in der populären Krimireihe Dickie Dick Dickens die Figur des Gangsters „Topper“ und wirkte in Gestatten, mein Name ist Cox!, Klein Dorritt (BR 1960) nach Charles Dickens und als Inspector Lognon in Maigret und die Unbekannte (BR 1961) nach Georges Simenon mit. Als Synchronsprecher lieh er seine Stimme u. a. Maurizio Arena (Die Puppen).

## Privates
Ulrich Beiger war mit der Schauspielerin Hannelore Schützler verheiratet. Aus dieser Ehe gingen zwei Kinder hervor. Die letzten Lebensjahre verbrachte er mit seiner Frau im bayerischen Gauting. Am 18. September 1996 starb er im Alter von 78 Jahren in München. Seine Grabstätte befindet sich in Herrsching am Ammersee.

## Filmografie (Auswahl)
- 1942: Kleine Residenz
- 1949: Die Reise nach Marrakesch
- 1950: Sensation im Savoy
- 1950: Skandal in der Botschaft
- 1950: Frühlingsromanze
- 1951: Rausch einer Nacht
- 1952: Der eingebildete Kranke
- 1952: Im weißen Rößl
- 1952: Die Försterchristel
- 1954: Bildnis einer Unbekannten
- 1954: Clivia
- 1954: Das Bekenntnis der Ina Kahr
- 1955: Oase
- 1955: Das Schweigen im Walde
- 1956: Manöverball
- 1957: Eva küßt nur Direktoren
- 1957: El Hakim
- 1958: Der lachende Vagabund
- 1959: Der Schäfer vom Trutzberg
- 1959: Besuch aus heiterem Himmel
- 1959: Der Frosch mit der Maske
- 1960: Oh, diese Bayern!
- 1960: Der rote Kreis
- 1960: Die Bande des Schreckens
- 1960: Es geschah an der Grenze (Fernsehserie, Folge Das Boot im Schilf)
- 1961: Geld sofort
- 1961: Der Fälscher von London
- 1961: Im schwarzen Rößl
- 1962: Max, der Taschendieb
- 1963: Gesprengte Ketten (The Great Escape)
- 1963: Sie schreiben mit (Fernsehserie, Folge Fortsetzung folgt...)
- 1964: Erzähl mir nichts
- 1964: Der Komödienstadel (Fernsehserie, Folge Wenn der Hahn kräht)
- 1964: Kommissar Freytag (Fernsehserie, Folge Der rettende Stempel)
- 1964: Gewagtes Spiel (Fernsehserie, Folge Teddy und Freddy)
- 1964: Slim Callaghan greift ein (Fernsehserie, Folge Tanz um Mitternacht)
- 1965: Geld Geld Geld – Zwei Milliarden gegen die Bank von England
- 1965: Die Herren
- 1965: Die fünfte Kolonne (Fernsehserie, Folge Zwielicht)
- 1966: Melissa (Mehrteiler nach Francis Durbridge)
- 1966: Die seltsamen Methoden des Franz Josef Wanninger (Fernsehserie, Folge Die Familienfeier)
- 1966: Üb immer Treu nach Möglichkeit (Fernsehserie, Folge Kundendienst)
- 1967: Kommissar Brahm (Fernsehserie, Folge 15 Gramm Para-Oxon)
- 1967: Der Röhm-Putsch
- 1967: Der Tag, an dem die Kinder verschwanden
- 1968: Bübchen – Der kleine Vampir
- 1968: Spedition Marcus
- 1968: Sie schreiben mit (Fernsehserie, Folge Dafür gibt's kein Rezept)
- 1968: Meinungsverschiedenheiten
- 1968: Einer fehlt beim Kurkonzert
- 1969: Klassenkeile
- 1969: Mord nach der Oper
- 1969: Percy Stuart (Fernsehserie)
- 1969: Der Komödienstadel (Fernsehserie, Folge Witwen)
- 1970: Luftsprünge (Fernsehserie)
- 1970: Wer zuletzt lacht, lacht am besten
- 1970: Der Komödienstadel (Fernsehserie, Folge Alles für die Katz)
- 1970: Die Feuerzangenbowle
- 1971: Zwanzig Mädchen und die Pauker
- 1971: Mädchen beim Frauenarzt
- 1971: Fluchtweg St. Pauli – Großalarm für die Davidswache
- 1971: Tante Trude aus Buxtehude
- 1971: Wir hau’n den Hauswirt in die Pfanne
- 1972: Die Klosterschülerinnen
- 1973: Tatort: Weißblaue Turnschuhe
- 1973: Crazy – total verrückt
- 1973: Geh, zieh dein Dirndl aus
- 1974: Charlys Nichten
- 1974: Okay S.I.R. (Fernsehserie, Folge Falsche Tasten)
- 1974: Drei Männer im Schnee
- 1974: Auf der Alm da gibt’s koa Sünd
- 1975: Das verrückteste Auto der Welt
- 1975: Bitte keine Polizei – Teure Fanny
- 1975: Ein Fall für Männdli (Fernsehserie, Folge Ein höheres System)
- 1975: Schulmädchen-Report. 9. Teil: Reifeprüfung vor dem Abitur
- 1977: Das Gesetz des Clans
- 1977: Polizeiinspektion 1 – Und keine Kopeke weniger
- 1977–1979: Derrick (Fernsehserie, zwei Folgen)
- 1977: Schulmädchen-Report. 11. Teil: Probieren geht über Studieren
- 1978: Schulmädchen-Report. 12. Teil: Junge Mädchen brauchen Liebe
- 1978: Der Alte – Der Spieler
- 1978: Kommissariat 9 (Fernsehserie, Folge Der Preisbrecher)
- 1979: Disco-Fieber
- 1979: Anton Sittinger
- 1979: Tatort: Ende der Vorstellung
- 1979: Die Protokolle des Herrn M. – Gefährliches Hobby
- 1981: Der Alte – (Folge 53: Die Unbekannte)
- 1982: Bekenntnisse des Hochstaplers Felix Krull (Fernseh-Miniserie)
- 1983: Monaco Franze – Der ewige Stenz (Fernsehserie, 1 Folge)
- 1983: Ein Fall für zwei (Fernsehserie, Folge Zwielicht)
- 1983: Die unglaublichen Abenteuer des Guru Jakob
- 1983: Polizeiinspektion 1 – Das Jubiläum
- 1985: Die Schwarzwaldklinik (Fernsehserie, Folge Die falsche Diagnose)
- 1987: Tatort: Die Macht des Schicksals
- 1987: Hans im Glück
- 1987: Ein Fall für zwei (Fernsehserie, Folge Wertloses Alibi)
- 1987: Zärtliche Chaoten
- 1991: Trabbi goes to Hollywood (Driving me Crazy)
- 1991: Ein Schloß am Wörthersee (Fernsehserie, Folge 2x01: Saisonbeginn mit Hindernissen)
- 1993: Christinas Seitensprung (Fernsehfilm)
- 1995: Der müde Theodor (Fernsehfilm)